# بنكسية متكاملة الأوراق
بنكسية متكاملة الأوراق (الاسم العلمي: Banksia integrifolia) هي نوع نباتي يتبع جنس البنكسية من فصيلة البروطية.